# Aidemedia zanclops
Aidemedia zanclops (James & Olson, 1991) è un uccello passeriforme estinto della famiglia Fringillidae.

## Etimologia
Il nome scientifico della specie, zanclops, deriva dal greco ζάγκλον (zanclon, falce, mutuato dalla lingua sicula), con l'aggiunta del suffisso anch'esso di origine greca -ωψ (-ōps, "simile a"), col significato globale quindi di "simile a una falce", in riferimento alla forma del becco.

## Descrizione
La specie è nota solo in base a resti subfossili: si trattava di uccelletti dall'aspetto tipico dei fringillidi, muniti di un becco lungo e sottile, lievemente incurvato verso il basso e munito di una forte muscolatura basale.

## Biologia
Molto verosimilmente si trattava di uccelli diurni e dalla dieta essenzialmente insettivora, che snidavano le prede dai loro nascondigli affondando il becco nel substrato ed aprendolo grazie alla robusta muscolatura boccale per ottenere dei fori dai quali estrarre il cibo.

## Distribuzione e habitat
La specie era endemica dell'isola di Oahu, nelle Hawaii, della quale popolava verosimilmente le aree alberate.

## Estinzione
Questi uccelli si sono estinti anteriormente all'arrivo degli europei nell'arcipelago, ma successivamente all'arrivo dei coloni polinesiani alle Hawaii, quasi sicuramente a causa dell'alterazione dell'habitat boschivo da parte dell'uomo e degli animali giunti al suo seguito.